# Дрес
Дрес (њем. Drees) општина је у њемачкој савезној држави Рајна-Палатинат. Једно је од 109 општинских средишта округа Вулканајфел. Према процјени из 2010. у општини је живјело 158 становника. Посједује регионалну шифру (AGS) 7233210.

## Географски и демографски подаци
Дрес се налази у савезној држави Рајна-Палатинат у округу Вулканајфел. Општина се налази на надморској висини од 500 метара. Површина општине износи 4,1 km². У самом мјесту је, према процјени из 2010. године, живјело 158 становника. Просјечна густина становништва износи 38 становника/km².